# Zgornja Škofljica
Zgornja Škofljica (nemško Bischofberg) je naselje v Občini Velikovec v Okraju Velikovec na Koroškem v Avstriji.